# Pachycondyla apicalis
Pachycondyla apicalis es una especie de hormiga americana perteneciente a la subfamilia Ponerinae, ampliamente difundida en zonas selváticas y boscosas desde el sur de México hasta el norte de Argentina, y es particularmente común en Costa Rica.
De conducta nerviosa y rápidos movimientos, son cazadoras diurnas y solitarias. Disponen de un aguijón venenoso con el que paralizan a sus presas. Su picadura es dolorosa en humanos.
Se distinguen por el color amarillo brillante de los extremos de sus antenas. Miden en torno a los 20-22 mm.

## Características

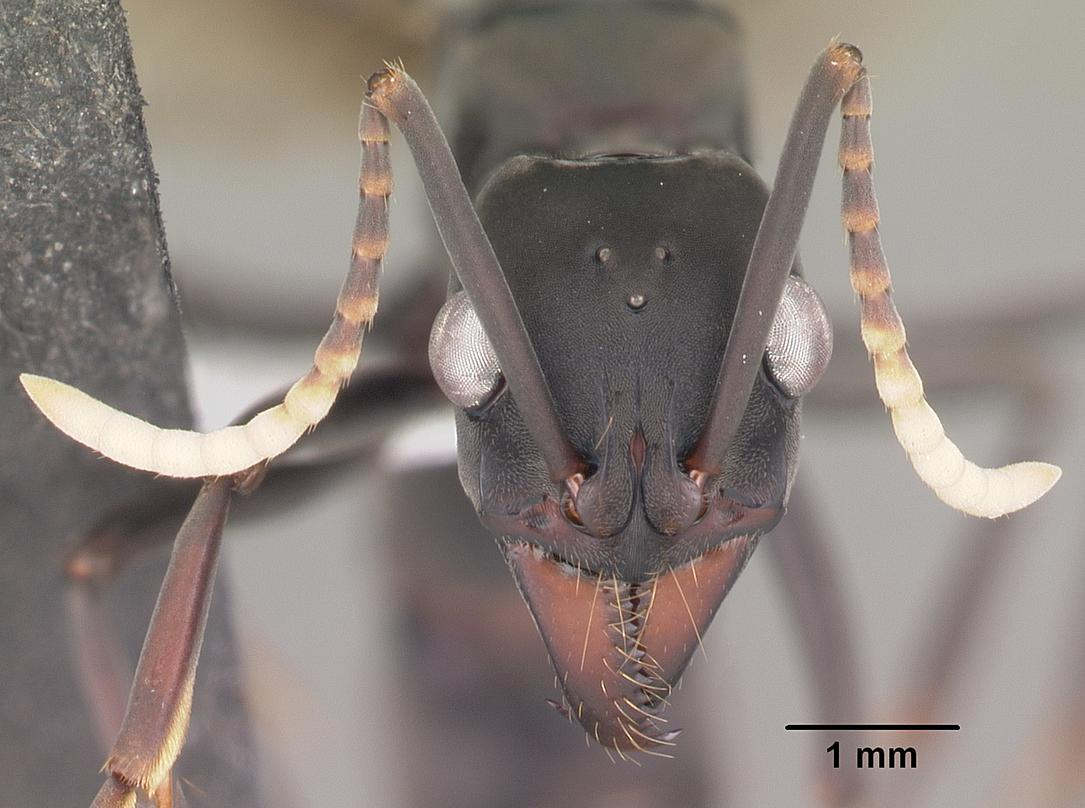
Cabeza mostrando las características antenas amarillas.

No son arbóreas, permaneciendo siempre a nivel de suelo. Establecen sus nidos en madera muerta o bajo tierra. Sus colonias son muy pequeñas, rondando los 200 individuos. Tienen una reina, aunque no es la única ponedora de huevos. En la colonia existe una jerarquía interna y cierta especialización en los trabajos, en los que también participan las reinas aladas.
Cazan en solitario, valiéndose de su sentido de la vista. Su patrón de exploración ha sido utilizado como modelo para un programa informático de búsqueda en internet
Esta especie está íntimamente relacionada con P. verenae y P. obscuricornis, y el parentesco y ascendencia de estas tres especies es objeto de discusión.